# Karl Allmenröder (Pfarrer)
Christian Heinrich Karl Allmenröder (* 24. Oktober 1828 in Bonbaden; † 20. September 1912 in Wetzlar) war ein evangelischer Geistlicher und Archivar.

## Leben und Wirken
Nach dem 1848 auf dem Gymnasium Wetzlar abgelegten Abitur begann der Sohn des Pfarrers Johann Georg Martin Allmenröder (1800–1873) ein Studium der Theologie an der Universität in Halle (Saale). Nachdem er als Pfarrvikar in Waldbreitbach, Braunfels und Werdorf tätig gewesen war, trat Allmenröder 1859 eine Pfarrstelle in Oberquembach an. Von 1867 bis zu seiner Emeritierung 1910 war er Pfarrer in Oberbiel.
Allmenröder interessierte sich früh für Heimatgeschichte, Genealogie und Urkundenforschung. Zeitweise war er auch Archivar des Fürsten zu Solms-Braunfels und nahm in dessen Auftrag ab 1881 eine Neuordnung des fürstlichen Archivs vor. Selbst sammelte Allmenröder Urkunden des Archivs des Marienstifts zu Wetzlar, das nach der Säkularisation 1802/3 zerstreut worden war. Einen Teil seiner Sammlung übereignete er dem Fürstlich Solms-Braunfels’schen Archiv; einen anderen verkaufte er 1894/95 dem Staatsarchiv Wetzlar. Das Hessische Hauptstaatsarchiv erwarb 1970 Urkunden aus Allmenröders Nachlass von dessen Erben.
Am 22. Februar 1904 gründete Allmenröder gemeinsam mit dem Regierungsbaumeister Friedrich Ebel (1872–1915) den Wetzlarer Geschichtsverein und amtierte bis 1911 als dessen erster Vorsitzender.
Aus der 1858 geschlossenen Ehe mit Mathilde Müller ging der Sohn Karl hervor, der als erster deutscher Jugendrichter bekannt wurde.